# 保罗·尼古列斯库-米齐尔
保罗·尼古列斯库-米齐尔（羅馬尼亞語：Paul Niculescu-Mizil；1923年11月25日—2008年12月5日），罗马尼亚共产党中央政治执行委员会委员，罗马尼亚部长会议副主席、教育部长、财政部长。

## 生平
1923年，出生于布加勒斯特的罗马尼亚共产党家庭。
二战期间，是普洛耶什蒂军官学校的学生。
1945年，在布加勒斯特高等商业和工业学院学习，后加入罗马尼亚共产党，任布加勒斯特高等商业和工业学院学生协会主席和《青年报》社编辑。
1951年，任《阶级斗争》编辑委员会委员，在列昂特·拉乌图领导的理论、文宣部门工作。
1946年，在中央高级党校任教。
1950年，先后任中央高级党校副校长、校长。
1954年，任罗马尼亚工人党中央委员会宣传鼓动部第一副部长。
1955年，任罗马尼亚工人党中央社会历史研究所副所长。
1956年，任罗马尼亚工人党中央委员会宣传鼓动部部长。
1963年，主持编写了《罗马尼亚工人党关于国际共产主义运动和工人运动所持立场的声明》（罗共《四月宣言》）。
1964年，罗共中央全会扩大会议通过了该文件，26日公开发表并印发各兄弟党。《声明》宣布了布加勒斯特关于苏联共产党领导地位的重新定位，阐明了国际共运的指导原则，应该巩固各国共产党之间的关系，“由于社会主义建设的条件的多样性，不可能存在统一的模式或处方，谁也不能为别的国家或别的党决定是非”。
1965年，任罗马尼亚工人党中央委员会书记处书记、罗马尼亚和苏联友好协会主席和保卫和平全国委员会主席。
1966年，在罗共中央全会上增选为罗马尼亚共产党中央政治执行委员会常设主席团委员。
1969年，任罗马尼亚社会主义共和国国防委员会委员、为罗共中央政治执委会执行委员、常设主席团委员、中央书记处书记，主管国际共运、意识形态和宣传。
1972年，任罗马尼亚社会主义共和国部长会议副主席兼任教育和教学部长。
1974年，任部长会议执行委员会副主席。
1975年，任最高卫生委员会主席。
1976年，兼任国民经济日用消费品生产协调委员会中央理事会主席。
1978年，兼任财政部长。
1979年，任罗马尼亚常驻经济互助委员会代表、经互会执行委员会委员。
1981年，被解除政府副总理和财政部长职务任消费合作社中央理事会主席。
1982年，任生产、收购和销售合作社中央理事会主席。
1989年，罗马尼亚革命，曾协助新政权负责食品供应工作。
1990年，被逮捕。
1991年，被释放。
1992年，再次入狱，被判处他有期徒刑3年。
1994年，特赦出狱。
2003年，参与创建社会主义联盟党。
2010年，该党改名为罗马尼亚共产党。
2008年，因心脏病在布加勒斯特的家中逝世。

## 作品
- 《罗共四月宣言》（1963年）
- 《活生生的历史》（1997年）
- 《罗马尼亚和美越战争》（2008年）